# Euthycera meleagris
Euthycera meleagris är en tvåvingeart som beskrevs av Friedrich Georg Hendel 1934. Euthycera meleagris ingår i släktet Euthycera och familjen kärrflugor. Inga underarter finns listade i Catalogue of Life.